# Sundbybergs samrealskola
Sundbybergs samrealskola var en realskola i kommundelen Centrala Sundbyberg i Sundbybergs kommun verksam från 1919 till 1962. 

## Historik
Från 1915 fanns i Sundbyberg en högre folkskola i skolkomplexet Centralskolan i kvarteret Fredsgatan Vegagatan. Skolan ombildades 1919 till en kommunal mellanskola  som till 1932 ombildades till en samrealskola. .  Realskolan avvecklades 1962. Realexamen avlades från 1919 till 1962. 